# Kristian Bergström
Dan Göran Kristian Bergström (Åtvidaberg, 8 gennaio 1974) è un ex calciatore svedese, di ruolo centrocampista.

## Caratteristiche tecniche
Mancino, giocò prevalentemente sulla fascia sinistra di centrocampo. All'inizio della sua seconda parentesi all'Åtvidaberg, dal 2004, fu utilizzato come centrocampista offensivo, per poi essere nuovamente spostato in fascia durante i suoi ultimi anni di carriera.

## Carriera
Gran parte della carriera di Bergström è ruotata intorno all'Åtvidaberg, squadra della sua città natale.
Solo due furono le eccezioni: i cinque anni all'IFK Norrköping (1998-2002) e la stagione trascorsa al Malmö FF (2003).
Il 10 aprile 2012 diventò il miglior marcatore della storia dell'Åtvidaberg, grazie al 111º centro in campionato in occasione del 6-1 al Gefle.
Il 1º novembre 2014 Bergström stabilì un altro primato, quello di essere il più vecchio giocatore ad aver segnato in Allsvenskan, avendo avuto 40 anni e 297 giorni in occasione del suo gol del definitivo 2-1 in casa contro il Malmö FF. Nel corso della stagione successiva migliorò il record in altre tre occasioni, l'ultima delle quali il 1º agosto 2015 all'età di 41 anni, 6 mesi e 24 giorni, sempre contro il Malmö FF.
Nel corso del campionato 2015 annunciò che si sarebbe ritirato a fine stagione. Nonostante l'età, per il quinto anno consecutivo partì titolare in tutte e 30 le partite di campionato.
Nel 2001 giocò due amichevoli invernali con la Nazionale maggiore.